# John Diehl
John Diehl (Cincinnati, 1º maggio 1950) è un attore statunitense, noto per la sua interpretazione del detective Larry Zito in Miami Vice e del vice-capo Ben Gilroy nella serie televisiva The Shield.

## Filmografia parziale

### Cinema
- 1997: Fuga da New York (Escape from New York), regia di John Carpenter (1981)
- Stripes - Un plotone di svitati (Stripes), regia di Ivan Reitman (1981)
- Angel Killer (Angel), regia di Robert Vincent O'Neill (1984)
- Walker - Una storia vera (Walker), regia di Alex Cox (1987)
- Roba da matti (Madhouse), regia di Tom Ropelewski (1990)
- Kickboxer 2 - Vendetta per un angelo (Kickboxer 2: The Road Back), regia di Albert Pyun (1991)
- Whore (puttana) (Whore), regia di Ken Russell (1991)
- Motorama, regia di Barry Shils (1991)
- Pioggia di soldi (Mo' Money), regia di Peter MacDonald (1992)
- Un giorno di ordinaria follia (Falling Down), regia di Joel Schumacher (1993)
- Stargate, regia di Roland Emmerich (1994)
- Il cliente (The Client), regia di Joel Schumacher (1994)
- Il momento di uccidere (A Time to Kill), regia di Joel Schumacher (1996)
- Con Air, regia di Simon West (1997)
- Testimone involontario (Most Wanted), regia di David Hogan (1997)
- La mia adorabile nemica (Anywhere But Here), regia di Wayne Wang (1999)
- Jurassic Park III, regia di Joe Johnston (2001)
- Pearl Harbor, regia di Michael Bay (2001)
- La terra dell'abbondanza (Land of Plenty), regia di Wim Wenders (2004)
- Down in the Valley, regia di David Jacobson (2005)
- The Lucky Ones - Un viaggio inaspettato (The Lucky Ones), regia di Neil Burger (2008)
- Road to Nowhere, regia di Monte Hellman (2010)
- 1303 - La paura ha inizio (Apartment 1303 3D), regia di Michael Taverna (2012)
- Armageddon Time - Il tempo dell'apocalisse (Armageddon Time), regia di James Gray (2022)

### Televisione
- The Ambush Murders, regia di Steven Hilliard Stern – film TV (1982)
- Miami Vice – serie TV, 56 episodi (1984-1987)
- Glitz – film TV (1988)
- E.R. - Medici in prima linea (E.R.) – serie TV, 1 episodio (1996)
- X-Files (The X-Files) - serie TV, episodio 6x17 (1999)
- West Wing - Tutti gli uomini del Presidente (The West Wing) - serie TV, episodio 4x11 (2003)
- The Shield – serie TV, 9 episodi (2002-2004)
- Cold Case - Delitti irrisolti (Cold Case) – serie TV, episodi 4x17-4x18 (2007)
- Rizzoli & Isles - serie TV, episodio 2x08 (2011)
- Burn Notice - La caduta di Sam Axe (Burn Notice: The Fall of Sam Axe), regia di Jeffrey Donovan – film TV (2011)
- Scandal - serie TV, 1 episodio (2012)

## Doppiatori italiani
Nelle versioni in italiano delle opere in cui ha recitato, John Diehl è stato doppiato da:
- Tonino Accolla in Roba da matti, Lost Souls - La profezia
- Franco Zucca in Glitz, 1303 - La paura ha inizio
- Antonio Sanna in Pioggia di soldi, The Hi-Lo Country
- Stefano De Sando in The Shield, La terra dell'abbondanza
- Roberto Rizzi in Miami Vice
- Massimo Milazzo in Kickboxer 2 - Vendetta per un angelo
- Gaetano Varcasia in Un giorno di ordinaria follia
- Sandro Iovino in Stargate
- Michele Gammino ne Il cliente
- Claudio Fattoretto ne Il momento di uccidere
- Franco Chillemi in Crimini invisibili
- Paolo Gasparini in Testimone involontario
- Simone Mori in Fire Down Below - L'inferno sepolto
- Pasquale Anselmo in X-Files
- Fabrizio Pucci in La mia adorabile nemica
- Mario Scarabelli in A prova di errore
- Mauro Magliozzi in Jurassic Park III
- Luca Dal Fabbro in Senza traccia
- Roberto Draghetti in Point Pleasant
- Vittorio Guerrieri in Rizzoli & Isles
- Renato Cortesi in Cold Case - Delitti irrisolti
- Saverio Moriones in Women's Murder Club
- Pino Ammendola in Lie To Me
- Vladimiro Conti in Jesse Stone: Missing - Dispersa
- Domenico Brioschi in Scandal
- Bruno Alessandro in Armageddon Time - Il tempo dell'apocalisse
- Carlo Scipioni in Stripes - Un plotone di svitati (ridoppiaggio)